# Echinohelea australiensis
Echinohelea australiensis är en tvåvingeart som beskrevs av Debenham 1970. Echinohelea australiensis ingår i släktet Echinohelea och familjen svidknott. Inga underarter finns listade i Catalogue of Life.